# 宽苞黄芩
宽苞黄芩（学名：Scutellaria krylovii）为唇形科黄芩属下的一个种。

## 扩展阅读
- 維基物種上的相關：宽苞黄芩